# 19号型哨戒艇
19号型哨戒艇（じゅうきゅうごうがたしょうかいてい、英語: PB No.19 class patrol boat）は、海上自衛隊が運用していた哨戒艇の艦級。哨19号型と表記されることもある。

## 来歴
海上自衛隊では、1958年（昭和33年）にアメリカ海軍から45フィート型哨戒艇15隻の供与を受け、1号型哨戒艇として運用していた。しかし、第二次世界大戦中の建造とあって老朽化が進み、木製船体の吸水による重量増と主機関の経年劣化による出力低下のために、当初は16ノットを発揮できていた速力も、1970年代には10ノット前後がせいぜいとなっていた。このことから、その代替として計画されたのが本型である。
防衛庁（当時）では、1966年（昭和41年）よりPB委員会を設置して検討に着手した。最大の焦点となったのが船質であり、1号型では木製であったのに対し、新PBでは自衛艦として初めて繊維強化プラスチック（FRP）の採用が検討された。1968年（昭和43年）にIHIクラフトが18メートル交通艇を受注したことから、PB委員会の検討結果をこれに反映するとともに、その建造実績を本型の建造にフィードバックした。

## 設計
上記の検討に基づき船体は繊維強化プラスチック（FRP）製とされており、甲板や操舵室は耐水合板にFRPを積層したものである。FRP艇は自衛艦として初のことであり、また、以後も1982年に建造された試験艇「ときわ」（常備排水量142トン）を除けば、2012年のえのしま型掃海艇（20MSC）の竣工を待つ必要があった。建造は、木製の雄型からFRPの雌型を作ることによって行われているが、この雌型は以後も活用され、共通の船体で多くの支援船・業務用船艇が建造された。船型はディープV型を採用しており、また、チャイン部には波返しがつけられた。居住区にはソファー兼用の2段ベッドが2組設置されており、4名が仮眠をとることができる。なお、19号から22号まではキャビンの窓が丸窓だが、23号から27号はより面積の大きい角窓に変更された。
主機関としてはいすずマリン V170T-MF8RC型ディーゼルエンジン2基が搭載されて、減速機を介してスクリュープロペラ各1軸（計2軸）を駆動した。本機はV型8気筒の4サイクル過給ディーゼルエンジンで、高速バス用のエンジンの舶用版にあたり、380馬力（2,300rpm）を発揮する。計画速力は20ノットだが、FRP船体の軽量さもあって、19号の海上公試ではこれを上回る23.403ノットを発揮した。
兵装は新造時は20mm単装機銃1基を装備していたが、1986年頃に全艇が12.7mm単装機銃に換装された。また、1号型哨戒艇には無かったレーダーを操舵所天蓋に装備している。

## 配備
昭和45年度計画で4隻、46年度計画で2隻、47年度計画で3隻の計9隻が計画され、1971年-1973年に掛けて全艇がIHIクラフトで建造された。
竣工後は各地方隊に配備され、港湾警備や連絡などその他業務を行ってきたが、港湾警備は海上保安庁の巡視艇が、その他の業務は各種支援船が担えるようになったため、代替艇が建造されないまま、1992年-1999年にかけて全艇が除籍されて運用を終了した。
| #      | 艦名       | 起工                         | 進水                        | 竣工                        | 配属        | 除籍                        |
| ------ | ---------- | ---------------------------- | --------------------------- | --------------------------- | ----------- | --------------------------- |
| PB-919 | 哨戒艇19号 | 1970年 （昭和45年） 11月1日  | 1971年 （昭和46年） 2月25日 | 1971年 （昭和46年） 3月31日 | 呉          | 1992年 （平成4年） 10月20日 |
| PB-920 | 哨戒艇20号 | 1970年 （昭和45年） 11月16日 | 1971年 （昭和46年） 3月12日 | 1971年 （昭和46年） 3月31日 | 呉          | 1992年 （平成4年） 10月20日 |
| PB-921 | 哨戒艇21号 | 1970年 （昭和45年） 12月2日  | 1971年 （昭和46年） 3月5日  | 1971年 （昭和46年） 3月31日 | 呉          | 1992年 （平成4年） 10月20日 |
| PB-922 | 哨戒艇22号 | 1970年 （昭和45年） 12月18日 | 1971年 （昭和46年） 3月22日 | 1971年 （昭和46年） 3月31日 | 横須賀      | 1992年 （平成4年） 10月20日 |
| PB-923 | 哨戒艇23号 | 1971年 （昭和46年） 12月24日 | 1972年 （昭和47年） 3月8日  | 1972年 （昭和47年） 3月31日 | 佐世保      | 1994年 （平成6年） 12月19日 |
| PB-924 | 哨戒艇24号 | 1971年 （昭和46年） 12月24日 | 1972年 （昭和47年） 3月8日  | 1972年 （昭和47年） 3月31日 | 佐世保      | 1994年 （平成6年） 8月19日  |
| PB-925 | 哨戒艇25号 | 1972年 （昭和47年） 12月1日  | 1973年 （昭和48年） 2月20日 | 1973年 （昭和48年） 3月29日 | 横須賀 → 呉 | 1998年 （平成10年） 5月7日  |
| PB-926 | 哨戒艇26号 | 1972年 （昭和47年） 12月15日 | 1973年 （昭和48年） 3月6日  | 1973年 （昭和48年） 3月29日 | 横須賀 → 呉 | 1998年 （平成10年） 6月22日 |
| PB-927 | 哨戒艇27号 | 1972年 （昭和47年） 12月29日 | 1973年 （昭和48年） 3月12日 | 1973年 （昭和48年） 3月29日 | 佐世保      | 1999年 （平成11年） 1月14日 |

## 登場作品

### 映画
『戦国自衛隊』
陸上自衛隊の隊員とともに戦国時代にタイムスリップする。中盤で一部の陸上自衛隊員が反乱を起こし、その際に12.7mm重機関銃M2・60mm迫撃砲M2・M72 LAWを積み込み、海上に浮かぶ要塞となるが、伊庭三尉らによる攻撃を受けて搭乗員が全員射殺され、無力化される。

### 漫画・アニメ
『戦国自衛隊』
タイムスリップした自衛隊の装備の1つとして登場。エンジン不調のため偶然岸に寄ったところ、陸上自衛隊が陥ったタイムスリップ現象に巻き込まれ、一緒に戦国時代へ飛ばされる。